# Nombres de Feigenbaum
En mathématiques, les nombres de Feigenbaum ou constantes de Feigenbaum sont deux nombres réels découverts par le mathématicien Mitchell Feigenbaum en 1975. Tous deux expriment des rapports apparaissant dans les diagrammes de bifurcation de la théorie du chaos.

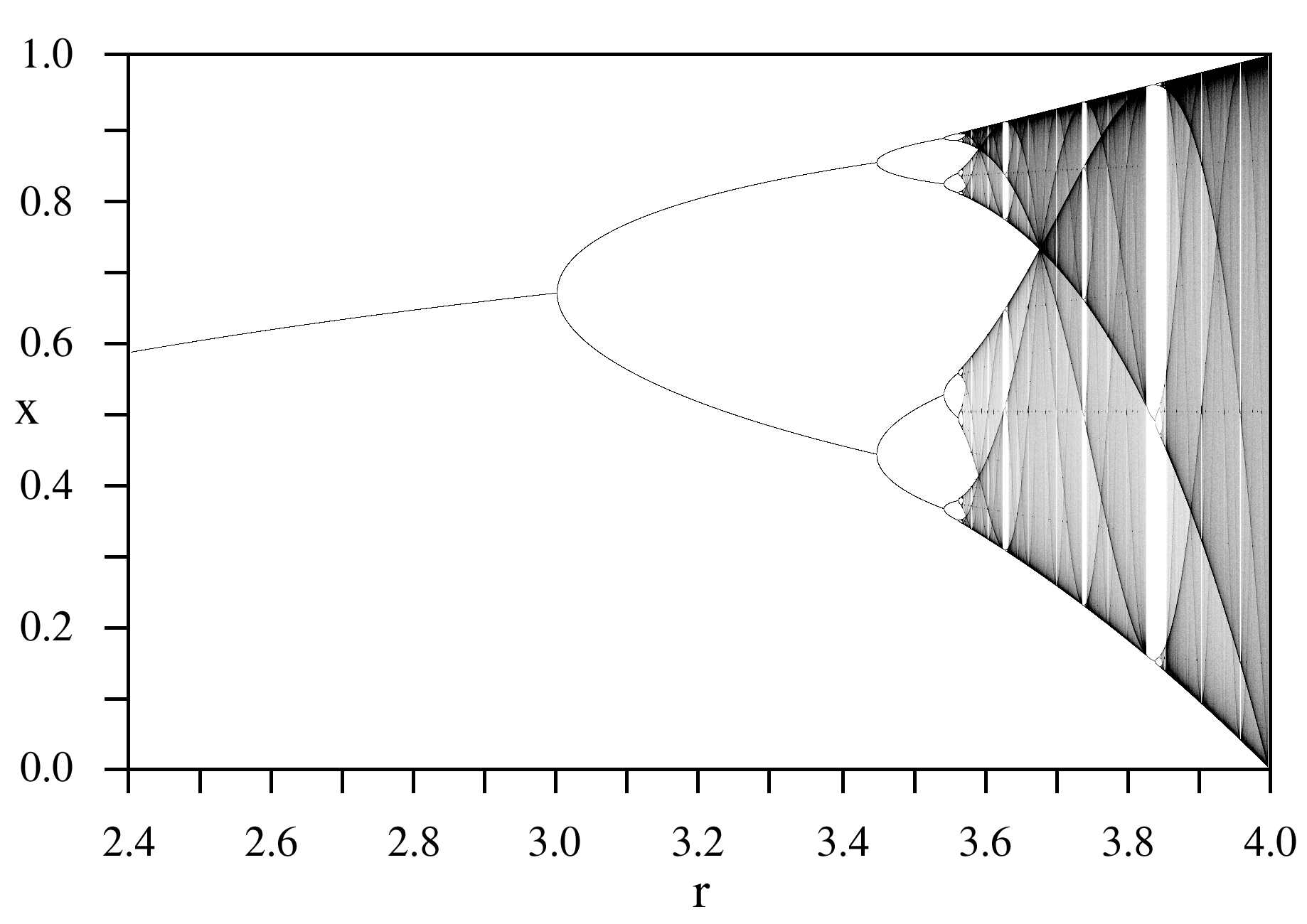
Exemple de diagramme de bifurcation (en abscisse, r désigne le paramètre μ).

Les diagrammes de bifurcation concernent les valeurs limites prises par les suites de type {\displaystyle x_{k+1}=\mu f(x_{k})} où f est une fonction réelle, définie positive et trois fois dérivable sur [0, 1] et possédant un maximum unique sur cet intervalle (c’est-à-dire sans maximum relatif), noté fm. Pour une fonction donnée, en dessous d'une certaine valeur de μ, la suite conduit à une limite unique. Au-dessus de cette valeur, mais en dessous d'une autre, la suite finit par osciller entre deux valeurs, puis au-dessus d'une autre valeur, à osciller autour de quatre, etc. Les valeurs de μ séparant deux intervalles sont appelées des bifurcations et sont notées μ1, μ2, etc.

## Première constante
La première constante de Feigenbaum est définie comme la limite du rapport entre deux intervalles successifs de la bifurcation :
{\displaystyle \delta =\lim _{n\to \infty }{\frac {\mu _{n+1}-\mu _{n}}{\mu _{n+2}-\mu _{n+1}}}}.
Elle est apparue d'abord dans le cadre de la suite logistique où {\displaystyle x_{k+1}=\mu x_{k}(1-x_{k})}, initialement étudiée par Feigenbaum ; mais il découvrit très vite que la même constante était obtenue par exemple pour la suite {\displaystyle x_{k+1}=\mu \sin x_{k}} ; des méthodes de calcul plus élaborées permettent d'obtenir
{\displaystyle \delta \approx } 4,6692 (suite A006890 de l'OEIS).
Il apparaît finalement que tout système chaotique qui obéit à la description de l'introduction respecte le même ratio limite {\displaystyle \delta }.
La première constante de Feigenbaum peut être utilisée pour prédire quand le chaos arrivera dans un tel système.

L'ensemble de Mandelbrot contient la représentation de la cascade de bifurcations de la suite logistique sur l'axe réel. En effet, la détermination de l'ensemble de Mandelbrot consiste en l'étude de la version étendue aux nombres complexes de la suite logistique. On peut alors calculer la constante de Feigenbaum via le rapport des diamètres de la suite des composantes adjacentes de l'intérieur de l'ensemble de Mandelbrot issues de la composante principale et qui s'étend le long de l'axe réel (ces composantes correspondent à des paramètres {\displaystyle \mu } de la suite logistique ayant un cycle de période doublant à chaque bifurcation).

## Deuxième constante
La deuxième constante de Feigenbaum est définie comme la limite, pour deux bifurcations successives, du rapport des distances entre les deux branches les plus proches de fm (le maximum de la fonction f) :
{\displaystyle \alpha =\lim _{n\to \infty }{\frac {d_{n}}{d_{n+1}}}\approx } 2,5029 (suite A006891 de l'OEIS).

## Propriétés
Ces constantes s'appliquent à une large classe de systèmes dynamiques (tous ceux pour lesquels f présente un extremum quadratique). La première démonstration de cette universalité a été produite par Oscar Lanford avec assistance numérique, en 1982 (une correction mineure a été ulterieurement apportée par Jean-Pierre Eckmann et Peter Wittwer de l'université de Genève en 1987). 
Il s'agit probablement de deux nombres transcendants, mais cette propriété n'est pas à ce jour démontrée (leur irrationalité n'est elle-même pas établie).